# Incydent w Jampolu (1925)
Incydent w Jampolu (ros. Ямпольский Инцидент) – starcie zbrojne w styczniu 1925 roku w rejonie Jampola na radzieckiej Ukrainie, pomiędzy oddziałem dywersyjnym radzieckiego wywiadu wojskowego a sowieckim oddziałem granicznym, zakończone rozgromieniem pograniczników.

## Historia
W latach 1921–1925 na polskich Kresach Wschodnich trwała radziecka dywersja zbrojna, wyrażająca się w licznych napadach grup i oddziałów zbrojnych na majątki ziemskie, posterunki Policji Państwowej czy urzędy publiczne, a także na pociągi i pojazdy poruszające się po drogach. Na początku stycznia 1925 roku doszło jednak do incydentu, który wymusił na władzach ZSRR zakończenie działań dywersyjnych przeciwko Polsce.
W nocy z 7 na 8 stycznia 1925 roku grupa sowieckich dywersantów, przebrana w mundury Wojska Polskiego, podczas przekraczania granicy polsko-radzieckiej napadła na radziecki posterunek graniczny nr 5 we wsi Siwki, znajdujący się około 7 kilometrów na północ od miasteczka Jampol na sowieckiej Ukrainie. Dywersanci wycofywali się z terytorium polskiego (z województwa wołyńskiego), ścigani przez oddział nowo sformowanego Korpusu Ochrony Pogranicza. W ciemności zostali ostrzelani na granicy przez własnych pograniczników (2 żołnierzy: Zwugin i Trubicyn), którzy wzięli ich za żołnierzy regularnej armii polskiej. Istotny był fakt, że działania dywersyjne na Kresach Wschodnich, organizowane i prowadzone przez radziecki wywiad wojskowy (Razwiedupr), były ściśle tajne. Nie wiedziały o nich ani OGPU, ani dowództwo wojsk pogranicznych Armii Czerwonej. Dywersanci w liczbie około 40 pieszych i 3 konnych odpowiedzieli ogniem, a następnie zaatakowali budynek strażnicy, którego broniło 16 żołnierzy. W rezultacie ranny w nogę został dowódca posterunku Dikkerman. Wśród dywersantów był z kolei 1 zabity, którego zastrzelił zastępca dowódcy posterunku Bachlin. Poległy został zabrany przez swoich towarzyszy. Ostrzelany i obrzucony granatami budynek strażnicy został całkowicie zniszczony. Oddział dywersantów wycofał się w głąb terytorium radzieckiego.
Informacje o ataku, poprzez Charków, od razu dotarły do Moskwy. Władze ZSRR początkowo doszły do wniosku, że nastąpił akt agresji wojskowej ze strony Polski. Jednakże podjęte działania wyjaśniające incydent doprowadziły do ujawnienia tajnych akcji Razwiedupra. 8 stycznia odbyło się nadzwyczajne zebranie Biura Politycznego Rosyjskiej Partii Komunistycznej (bolszewików), w którym uczestniczył między innymi narkom spraw zagranicznych Gieorgij Cziczerin, jego zastępca Maksim Litwinow i zastępca przewodniczącego OGPU Wiaczesław Mienżynski. W międzyczasie polska prasa zaczęła publikować artykuły, w których ujawniano prawdziwe oblicze ataku na Jampol (na przykład „Kurier Poranny” w numerze z 21 stycznia w artykule pod tytułem „Winni napadu na Jampol” napisał, że sowiecka banda napadła na miasteczko po tym, jak kilkakrotnie wcześniej przekraczała ten odcinek granicy). W wyniku kolejnego zebrania Biura Politycznego RKP(b) 27 stycznia została powołana specjalna komisja partyjna na czele z przewodniczącym Centralnej Komisji Kontrolnej RKP(b), Walerianem Kujbyszewem. W jej skład weszli ponadto: przewodniczący OGPU Feliks Dzierżyński, narkom spraw wojskowych Michaił Frunze, jego zastępca Józef Unszlicht i Gieorgij Cziczerin.
W celu uniknięcia kompromitacji międzynarodowej postanowiono wysłać Polakom notę dyplomatyczną, w której strona polska została obwiniona o atak regularnych sił zbrojnych na terytorium ZSRR, ale jednocześnie zaproponowano rozwiązanie „incydentu jampolskiego” drogą pokojową. 25 lutego komisja partyjna przedstawiła Biuru Politycznemu RKP(b) propozycję zlikwidowania „aktywnej razwiedki” na terytorium Polski, do czego doszło w najbliższych miesiącach.